# Amherst (Nebraska)
Amherst je selo u američkoj saveznoj državi Nebraska. Prema popisu stanovništva iz 2010. u njemu je živjelo 248 stanovnika.